# Number i
Number_i（ナンバーアイ）は、日本の3人組男性グループ。TOBE所属。2024年1月1日、デジタルシングル『GOAT』で世界同時配信デビュー。ファンネームは「iLYs」（アイリーズ）。

## 略歴
2023年5月22日、ジャニーズ事務所の男性アイドルグループ・King & Princeのメンバーとして活動していた平野紫耀・神宮寺勇太・岸優太が同グループを脱退。平野と神宮寺は同日付でジャニーズ事務所からも退所し、7月7日、滝沢秀明が設立した芸能事務所・TOBEへの移籍を発表した。
9月30日、主演映画『Gメン』のプロモーションに区切りがついたことから、岸がジャニーズ事務所を退所。
10月15日に行われた東京ドームでのYouTube生配信において、TOBEへの合流を発表するとともに、平野・神宮寺・岸の3人で新グループ「Number_i」の結成を発表した。
2023年11月15日発売の雑誌『NYLON JAPAN GLOBAL ISSUE04』でグループで初表紙（表と裏面のWカバー）を飾る。発売前に重版となり、タワーレコードのTOWER BOOKS 2023年間ランキングでは2位を記録した。
12月29日、Number_iのスタッフが運営する公式X、公式Instagram、公式TikTokを開設。
2024年1月1日、1stデジタルシングル『GOAT』をリリース。YouTubeでの再生回数は、日本の男性アーティストのデビューシングルとして史上最速の公開後3日で1000万回再生に到達し、1月3日付YouTubeのMVのデイリーミュージックビデオランキングでグローバル1位となった。
3月2日、Number_i結成後初のNHK総合『Venue101 拡大版』にテレビ生出演。
4月14日、Coachella Valley Music and Arts Festival 2024に初出演し、特別ステージ「88rising Futures」で「FUJI」と「GOAT」を披露。「GOAT」ではGOT7のJackson Wangとコラボレーションを行った。
9月23日、グループ初のフルアルバム『No.I』をTOBE ONLINE STORE限定でリリース。
12月10日、「第57回 オリコン年間ランキング 2024」の「作品別売上数部門」の「デジタルアルバムランキング」で『No.O -ring-』が1位を獲得。また『No.I』が3位、『GOAT』が5位となり、同ランキング史上初の同一アーティスト作品がTOP5に3作ランクインした。
2025年6月11日、「オリコン週間ストリーミングランキング」で『GOAT』が自身初の累積再生数2億回突破を達成。
6月25日、「オリコン上半期ランキング 2025」の「作品別売上数部門」の「デジタルアルバムランキング」で『GOD_i [EP]』が1位を獲得。2年連続・通算2度目の同ランキング1位。同一アーティストが2年連続で1位を獲得するのは史上初。

## メンバー
プロフィール出典
| 名前                              | 生年月日               | 血液型 | 出身地 |
| --------------------------------- | ---------------------- | ------ | ------ |
| 平野 紫耀 （ひらの しょう）       | 1997年1月29日（28歳）  | O型    | 愛知県 |
| 神宮寺 勇太 （じんぐうじ ゆうた） | 1997年10月30日（27歳） | O型    | 千葉県 |
| 岸 優太 （きし ゆうた）           | 1995年9月29日（29歳）  | A型    | 埼玉県 |

## グループ名の由来
グループ名をめぐっては岸が複数の候補を挙げ、メンバー全員で決定した。「Number_i」は「Number_1」とも見受けられることから、グループ名の「i」には、ナンバーワンとオンリーワンの意味がかかっており、‟一番”を目指しつつもそこに至るまでの過程を大事にしたいとの決意を表している。さらに日本語の「愛」、英語の「私」の意味も込められており、そこには、ファンと共に自分たちらしく、いかに輝けるか、楽しめるか、という彼らのテーマが含まれている。

## 受賞歴
2024年（令和6年）
- オリコン上半期ランキング 2024「作品別売上数部門」デジタルアルバムランキング1位：『No.O -ring-』
- 第66回輝く!日本レコード大賞 特別賞
- GQ MEN OF THE YEAR 2024「ベスト・ミュージックグループ賞」
- Yahoo!検索大賞2024「ミュージシャン部門1位」
- 第57回 オリコン年間ランキング 2024「作品別売上数部門」デジタルアルバムランキング1位：『No.O -ring-』

2025年（令和7年）
- MUSIC AWARDS JAPAN 2025
  - ベスト・オブ・リスナーズチョイス：国内楽曲 powered by Spotify：『GOAT』
  - リクエスト特別賞 推し活リクエスト・アーティスト・オブ・ザ・イヤー powered by USEN

- オリコン上半期ランキング2025「作品別売上数部門」デジタルアルバムランキング1位：『GOD_i [EP]』』

## ディスコグラフィ

### シングル

#### CDシングル
|     | 発売日        | タイトル | 販売形態 | 販売形態        | 規格品番  |
| --- | ------------- | -------- | -------- | --------------- | --------- |
| 1st | 2024年3月6日  | GOAT     | CD+BD    | 初回生産限定盤A | TBCD0723X |
| 1st | 2024年3月6日  | GOAT     | CD+BD    | 初回生産限定盤B | TBCD0724X |
| 1st | 2024年3月6日  | GOAT     | CD       | 通常盤          | TBCT0725  |
| 2nd | 2025年5月19日 | GOD_i    | CD+BD    | 初回生産限定盤A | TBCT0752X |
| 2nd | 2025年5月19日 | GOD_i    | CD+BD    | 初回生産限定盤B | TBCT0753X |
| 2nd | 2025年5月19日 | GOD_i    | CD       | 通常盤          | TBCT0754  |

#### 配信限定シングル
|     | リリース日    | タイトル        | 収録CD |
| --- | ------------- | --------------- | ------ |
| 1st | 2024年1月1日  | GOAT            | GOAT   |
| 2nd | 2024年4月12日 | Blow Your Cover | GOAT   |
| 3rd | 2025年1月27日 | GOD_i           | GOD_i  |
| 4th | 2025年8月11日 | 未確認領域      | No.II  |

### アルバム

#### オリジナル・アルバム
|     | 発売日        | タイトル | 販売形態 | 販売形態                  | 規格品番  |
| --- | ------------- | -------- | -------- | ------------------------- | --------- |
| 1st | 2024年9月23日 | No.I     | CD+BD    | 初回生産限定盤[No.I ver.] | TBCT0741X |
| 1st | 2024年9月23日 | No.I     | CD+BD    | 初回生産限定盤[INZM ver.] | TBCT0742X |
| 1st | 2024年9月23日 | No.I     | CD       | 通常盤                    | TBCT0743  |
| 2nd | 2025年9月22日 | No.II    | CD+BD    | 初回生産限定盤A           | TBCT0761X |
| 2nd | 2025年9月22日 | No.II    | CD+BD    | 初回生産限定盤B           | TBCT0762X |
| 2nd | 2025年9月22日 | No.II    | CD       | 通常盤                    | TBCT0763  |

#### ミニ・アルバム
|     | 発売日        | タイトル    | 販売形態 | 販売形態   | 規格品番 |
| --- | ------------- | ----------- | -------- | ---------- | -------- |
| 1st | 2024年5月27日 | No.O -ring- | CD       | 初回限定盤 | TBCT0730 |
| 1st | 2024年5月27日 | No.O -ring- | CD       | 通常盤     | TBCT0731 |

### ミュージック・ビデオ
| 年   | タイトル        | リンク     | 監督     |
| ---- | --------------- | ---------- | -------- |
| 2024 | GOAT            | [ 動画 1 ] | 児玉裕一 |
| 2024 | Blow Your Cover | [ 動画 2 ] | 田中裕介 |
| 2024 | BON             | [ 動画 3 ] | 新保拓人 |
| 2024 | INZM            | [ 動画 4 ] | 新保拓人 |
| 2025 | GOD_i           | [ 動画 5 ] | 新保拓人 |
| 2025 | 未確認領域      | [ 動画 6 ] | 鴨下大輝 |

### 参加作品
- to HEROes「Be on Your side」（2024年3月18日） - 作詞も担当[47]
- 88rising, Jackson Wang, Number_i「GBAD (Number_i Remix)」（2025年4月16日）[48][49]

## タイアップ
| 曲名       | タイアップ                                                    |
| ---------- | ------------------------------------------------------------- |
| No-Yes     | CM：サントリー「ビアボール」                                  |
| iLY        | CM：KOSE「雪肌精」『i Bright.―前を向く、この肌に。―』篇       |
| ロミジュリ | CM：KOSE「雪肌精」『i Bright.－夏の肌に、つめたい愛を。－』篇 |

## 出演

### 配信番組
- とべばん（2023年11月25日 - 、YouTube）[53]
- TOBEの夏休み。（2023年12月24日 - 、ABEMA）※全5回
- TOBE HIGH SCHOOL（2024年1月2日 - 、TikTok）
- THE_i -what is Number_i-（2025年6月27日 - 予定、Prime Video）※全4回[54]

### NHK紅白歌合戦出場歴
| 年度   | 放送回 | 回 | 曲目 | 備考                                        |
| ------ | ------ | -- | ---- | ------------------------------------------- |
| 2024年 | 第75回 | 初 | GOAT | 特別企画「歌って踊ろう! KIDS SHOW」にも登場 |

### ラジオ番組
- Number_iのオールナイトニッポン（2025年8月15日予定、ニッポン放送）[56]

### CM・広告
- イヴ・サンローラン フレグランス「LIBRE」（2023年11月）[57]
  - 「VOGUE JAPAN」公式サイトで特別動画公開[58]、ポップアップスタンド展開等[59]。
- 日本マクドナルド
  - 「チキンマックナゲット」（2024年4月23日 - ）[60]
  - 「ハワイやんバーガーズ 」（2024年7月23日 - ）[61]
  - 「マックフライポテト」（2024年8月16日 - ）[62]
- サントリー「ビアボール」（2024年5月11日 - ）[63]
- KOSE「雪肌精」（2024年11月5日 - ） - グローバルブランドミューズ[51]

### ライブ・フェス
- to HEROes
  - 〜TOBE 1st Super Live〜（2024年3月14日 - 17日、東京ドーム）[64][65]
  - 〜TOBE 2nd Super Live〜（2025年3月6日・7日、東京ドーム / 4月6日・7日、京セラドーム大阪）[66][67]
- Coachella Valley Music and Arts Festival 2024「88rising Futures」（2024年4月14日、アメリカ・カリフォルニア州）[19][68]
- ROCK IN JAPAN FESTIVAL 2024（2024年8月11日、千葉市蘇我スポーツ公園）[69][70]
- SUMMER SONIC 2024（2024年8月17日、ZOZOマリンスタジアム / 8月18日、万博記念公園）[71][72]
- WIRED MUSIC FESTIVAL'24（2024年10月13日、Aichi Sky Expo） - スペシャルゲスト[73][74]
- HEAD IN THE CLOUDS LOS ANGELES 2025（2025年6月1日〈現地時間〉、カリフォルニア州パサデナ ローズボウル）[75][76]

### イベント
- Act for HOPE to HEROes PROJECT in TOKYO DOME（2024年8月11日、東京ドーム）[77][78]